# Back to the Land
Back to the Land ist ein Jazzalbum von Ohad Talmor mit Christopher Tordini und Eric McPherson und weiteren Musikern. Die
am 24., 25., 26. Februar und 17. April 2023 im SEEDS, Brooklyn, und im März 2023 in Sao Paulo entstandenen Aufnahmen erschienen im Oktober 2024 auf Intakt Records.

## Hintergrund
Die Musik auf dem Album des Saxophonisten Ohad Talmor basiert hauptsächlich auf Material von den Bändern von Proben von Ornette Coleman, Charlie Haden, Billy Higgins und Lee Konitz für ein Konzert in Perugia aus dem Jahr 1998 (Konitz machte Talmor diese Aufnahmen zugänglich). Das Album ist mit 24 Stücken auf zwei CDs breit gefächert, wobei Talmor auch Stücke wie Ornette Colemans „Peace Warriors“ sowie zwei Stücke von Dewey Redman einbezog.

## Titelliste
- Ohad Talmor Christopher Tordini, Eric McPherson: Back to the Land (Intakt Records CD 408)[1]

CD 1
1. Seeds (based on an Untitled Draft by Ornette Coleman) 07:06
2. Trio Variations on Tune 11 03:20
3. Accords - Quintet Variations on Tune 12 04:06
4. Kathlyn Grey 4:41
5. Dewey's Tune 7:06
6. Trio Variations on Tune 6 3:07
7. Quartet Variations on Tune 8 2:25
8. Trio Variations (fast) on Tune 7 2:43
9. New York 4:44
10. Mushi Mushi 4:10

CD 2
1. Accords for Two 0:57
2. Trio Variations on Tune 1 3:50
3. Three Septet Variations on Tune 1 5:02
4. Accords for Five 0:59
5. Trio Variations on Tune 2 2:05
6. Electric Sunglasses 1:38
7. Back to the Land 0:42
8. Quartet Variations on Tune 4 - Peace Warriors 2:37
9. Four Sextet Variations on Tune 4 7:07
10. Accords for Four 1:04
11. Astonishment 1:34
12. Quartet Variations on Tune 3 2:09
13. A Good Question 2:48
14. Quintet Variations on Tune 10 4:56

Die Trio- und Septett-Variationen basieren auf Originalkompositionen von Ornette Coleman. „Kathlyn Grey“, „New York“, „Peace Warriors“ stammen von Ornette Coleman, „Mushi Mushi“ und „Dewey's Tune“ von Dewey Redman, alle anderen Kompositionen von Ohad Talmor.

## Rezeptionen
„Das Ergebnis ist ein kaleidoskopischer Blick auf die musikalische Welt eines Visionärs des 21. Jahrhunderts, der das Erwartete mit dem Unerwarteten gekonnt verbindet. Die unbändige Eigenart der Coleman-Themen – die spielerischen Hüpfer, singenden Achtelnoten, der freudige Swing und die Temposprünge – würde erhalten bleiben, aber Talmor kontrastiere dies durchgehend mit Farben, die gedämpfter und geheimnisvoller, wenn nicht sogar ahnungsvoller sind. Sein Einsatz eines großen Pools an Musikern, der vom Schlagzeuger Eric McPherson hervorragend unterstützt wird, sorgt dafür, dass sich die Klangfläche durchgehend entscheidend verschiebt und die verlockend schattige, spektrale Elektronik Atmosphären schafft, die mit der mitreißenden Energie, die anderswo zu hören ist, keineswegs unvereinbar sind.“

„Wir sollten für Talmors weitreichende Neugier dankbar sein, nicht nur wegen der Detektivarbeit, die er in die Aufnahmen von Coleman/Konitz gesteckt hat, sondern auch wegen seiner einzigartig abwechslungsreicher Präsentation dieser größtenteils unbekannten Stücke“